# ミシェル・ナヴラティル

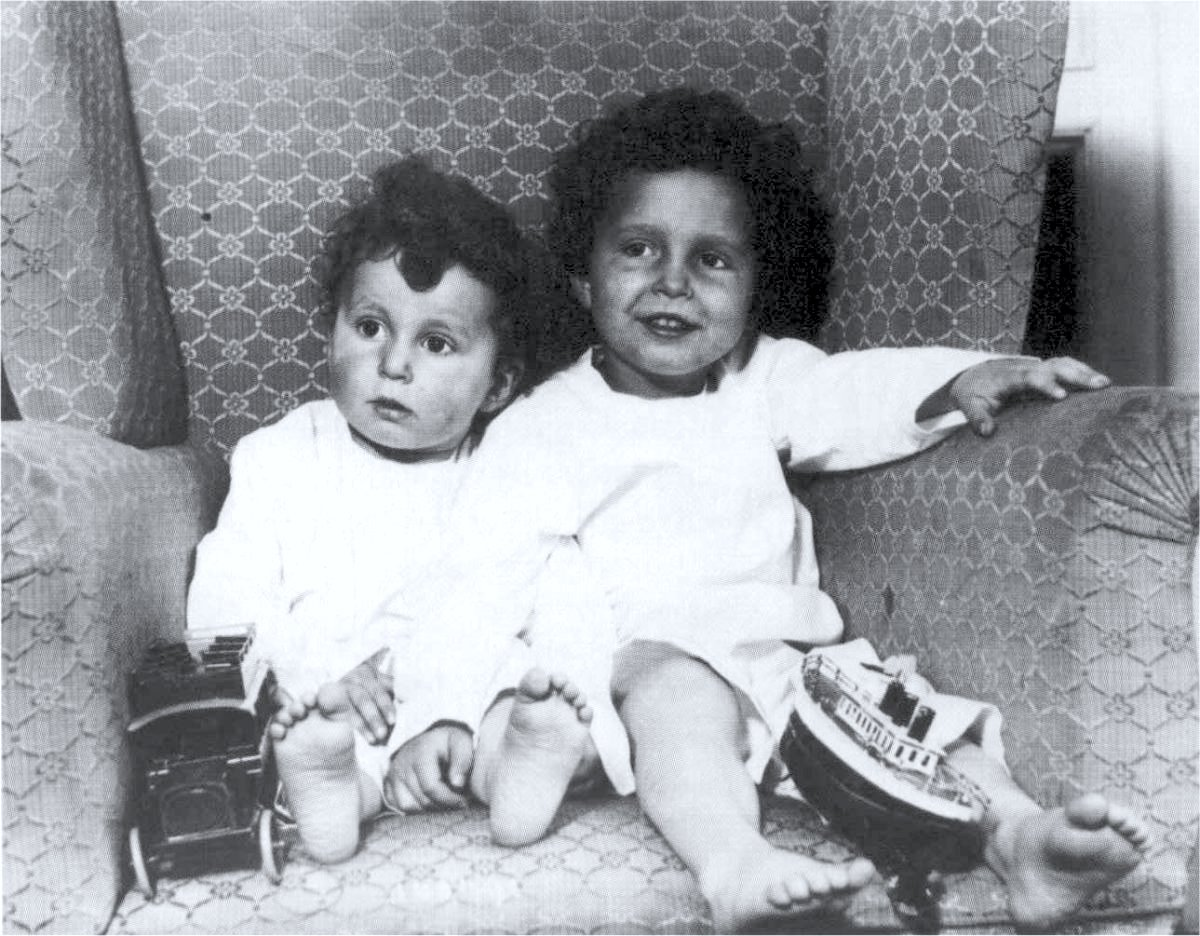
ミシェル・ナヴラティル（右）と弟のエドモン、事故後に身元探しのために撮られた写真

ミシェル・マルセル・ナヴラティル（Michel Marcel Navratil、1908年6月12日 - 2001年1月30日）は、フランス、ニース生まれでタイタニック号事故の生存者である。彼と弟のエドモン（Edmond Roger Navratil、1910年3月5日 - 1953年）は、一緒に乗船していた父を事故で亡くしたため、「タイタニックの孤児」（Titanic Orphans）と呼ばれて広く報道された。2001年に没したナヴラティルは、タイタニック号事故での最後の男性生存者だった。

## 前半生
ミシェル・マルセル・ナヴラティルは、1908年にニースで生まれた。父で彼と同名のミシェルはスロバキアからの移民で、仕立て屋を営んでいた。母のマルセル（Marcelle Caretto、1974年没）はイタリア出身で、2人はミシェルが27歳、マルセルが15歳のとき、ロンドンで1907年5月26日に結婚した。
2人の結婚生活はトラブルに見舞われてしまった。1912年早々別居に至って、母マルセルが息子2人の親権を持った。マルセルは息子たちがイースターの週末を父ミシェルとともに過ごすことを許可したが、彼女が2人を迎えに行ったとき、息子たちは父ミシェルとともに失踪していた。
父ミシェルは息子たちとともにアメリカ合衆国へ移住しようと決意して、暫くモンテカルロに滞在した後にイングランドへ行き、タイタニック号へ乗船することにした。

## タイタニック号
1912年4月10日、3人はサザンプトン港からタイタニック号の2等船室に乗船した。旅の間、父ミシェルは「ルイ・M・ホフマン」（Louis M. Hoffman）というユダヤ系の偽名を名乗り、息子たちには「ロト」（Loto）と「ルイ」の名義で船室の予約を行っていた。
航海中は、父ミシェルは他の乗客たちに彼が子持ちの男やもめだと信じ込ませていた。彼は息子たちの監視を怠らず、カードゲームを楽しむ際に僅かな時間のみ、フランス語を話す同じく2等船客の少女、ベルタ・レーマン（Bertha Lehmann）に預けただけだった。

## タイタニックの孤児

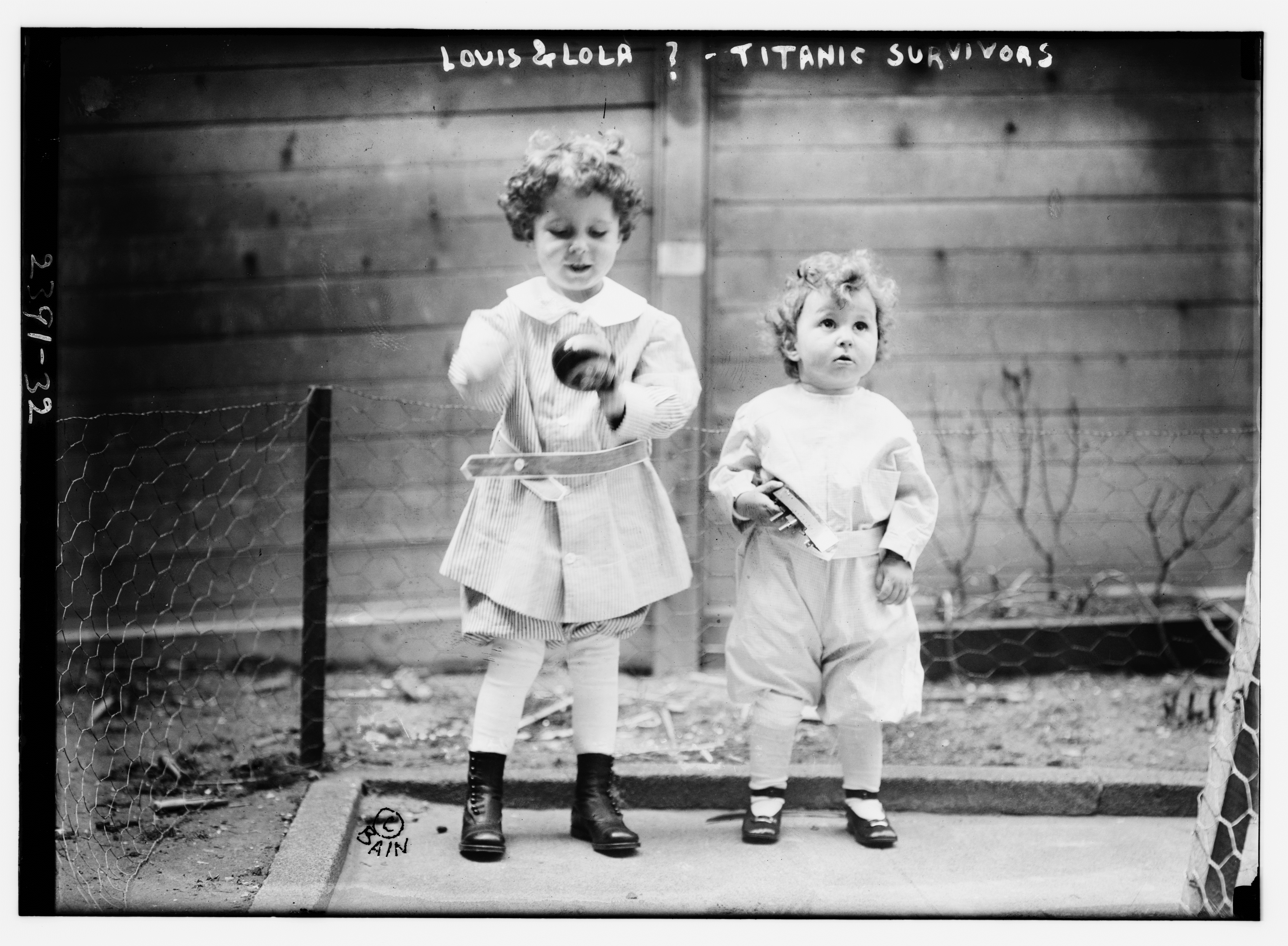
事故後の4月22日に公表された写真、「ルイとロラ（Lola）、タイタニック号生存者」の文字が上方に写っている。

4月14日の午後11時40分にタイタニック号が氷山に衝突した後、父ミシェルは幼い兄弟を折りたたみ救命ボートD号に連れて行った。ナヴラティルは当時4歳にもなっていなかったが、後に父が最期に遺した言葉の記憶を語っている。
「わが子よ、お前たちの母さんがきっと迎えに来るから、私は母さんを今でも愛していると伝えてくれ。母さんが私たちの後を追ってきて、一緒に自由な新しい世界で幸せに暮らせるだろうと思っていたと伝えてくれ…」
父ミシェルはこの事故で死亡し、遺体は後にマッケイ=ベネット号（en:CS Mackay-Bennett）によって収容されて身元が確認された。彼の上着のポケットには、充填されたピストルが入ったままになっていた。ユダヤ系の偽名を名乗っていたため、父ミシェルはノヴァ・スコシアのハリファックスにあるユダヤ系の人々の墓地バロン・ド・ハーシュ共同墓地（en:Baron de Hirsch Cemetery (Halifax)）に埋葬されている。
D号ボートに乗っている間に、ナヴラティルは同乗していた1等船客のヒュー・ウールナー（Hugh Woolner）からビスケットをもらっている。
カルパチア号が到着したとき、幼いナヴラティル兄弟は麻の梱包袋の中に入れられてデッキに引き上げられた。幼児の2人は英語を話せなかったため身元が特定できず、「タイタニックの孤児たち」（Titanic Orphans）と呼ばれるようになった。
「タイタニックの孤児たち」を報道した新聞の記事を見て母マルセルが迎えに来るまで、タイタニック号の1等船客でフランス語が堪能だった銀行家の令嬢マーガレット・ヘイズ（Margaret Bechstein Hays）が2人の世話に当たった。
母マルセルは海を渡って2人を迎えに来て、5月16日に親子はニューヨークで無事に再会を果たした。その後親子はホワイト・スター・ラインの客船オセアニック号（en:RMS Oceanic (1899)）に乗ってフランスへと帰った。
後にナヴラティルはタイタニック号について以下のように述懐している。
壮大な船だった！私は長い船体を見渡したのを覚えている。船は豪華に見えた。私たち兄弟は、ぞくぞくしながら前のデッキで遊んだ。ある朝、父と私たち兄弟は2等船客用のダイニングルームで卵を食べた。海は衝撃的だった。私は幸福の感覚の只中にいた。
また、後にはさらにこう述べている。
怖かった記憶は思い出せない。私は本当に救命ボートへの落下音までが楽しかったのを覚えている。

## その後
ナヴラティルは大学に通い、1933年に学友と結婚した。彼は博士号を得て、モンペリエ大学で哲学の教授となり、教授退任後も講師として10年ほど勤務した。ナヴラティルは彼の人生を通して、幼い年齢で父の死に直面したことに基づく経験が自らの思考過程に強い影響を与えたと主張している。
1987年になって、ナヴラティルはタイタニック号事故の75周年行事に出席するためにアメリカ合衆国のウィルミントンを訪問した。この旅は、彼にとって1912年以来初めてのアメリカ訪問となった。翌年には他の10人の生存者とともに、タイタニック史学会（en:Titanic Historical Society）の定例会に出席した。1996年には、生存者エリノア・ジョンソン（en:Eleanor Ileen Johnson）及びエディス・ブラウン（en:Edith Haisman）とともにタイタニック号が難破した場所に行った。フランスに帰る前に、ナヴラティルは彼の父が眠る墓地を初めて訪れるためにノヴァスコシアへ旅行した。
ナヴラティルは余生をモンペリエで送り、2001年1月30日に92歳の生涯を終えた。
なお、テレビ朝日のディレクター江野夏平は、タイタニック号に関わる特別番組の取材のため、最晩年のナヴラティルと会見している。ナヴラティルには90歳を過ぎた頃から認知症の症状が出ていたというが、記憶や会話には特に問題はなかった。ナヴラティルは映画『タイタニック』を見ていて、ウォレス・ハートリーと彼のバンドのエピソードに心を打たれたと語っている。

## その他
- 弟エドモンは、室内装飾家として働き、後には建築家となった。彼は第2次世界大戦中にフランス陸軍に従軍し、敵軍の捕虜となった。逃亡はできたが、健康状態は悪化し、1953年に43歳で死去している。
- ナヴラティルの娘エリザベートはオペラのディレクターとなり、彼女の父、叔父、そして祖父の体験に基づいて『Les enfants du Titanic』（タイタニックの子供たち）という本を執筆した[17]。